# Nova esperanto
Nova esperanto è l’undicesimo album in studio del gruppo musicale italiano Casa, pubblicato il 4 ottobre 2021.

## Descrizione
Nova esperanto, composto, arrangiato e prodotto da Fabio De Felice, Filippo Bordignon e Gigi Funcis, è un concept album basato su fatti e personaggi degli anni di piombo, con brani ispirati alle vicende della terrorista Ulrike Meinhof (A Ulrike), del giornalista e agente segreto Guido Giannettini (Agente Z), dell'editore e attivista Giangiacomo Feltrinelli (Feltrinelli Gap) e delle Brigate Rosse (Renato, Alberto e Margherita). Nelle note interne dell'album Bordignon ha dichiarato di aver voluto coniare un nuovo sottogenere di musica elettronica battezzato punk'n'loop extraparlamentare. Nel libretto interno del compact disc è riportata una citazione dello scrittore tedesco Bernward Vesper dal romanzo Il viaggio: «Se le masse non sanno come si presenti la loro giornata dipende solo dalla precisione ancora insufficiente dei loro sogni». L'album è stato registrato da Filippo Bordignon e Fabio De Felice a Milano nel settembre-dicembre 2006 e riarrangiato, missato e masterizzato a Vicenza da Gigi Funcis tra l'agosto 2020 e febbraio 2021.

## Tracce
1. A Ulrike – 2:50
2. Parco Lambro – 3:29
3. Ateo Stato – 3:31
4. Lingua artificiale – 3:17
5. Militanza e clandestinità – 3:03
6. Feltrinelli Gap – 3:53
7. Agente Z – 2:59
8. Ülkü Ocakları – 3:02
9. Walking Down the Street – 5:15
10. No agape – 4:57
11. Renato, Alberto e Margherita (include la traccia fantasma Nullificazione) – 13:03

## Formazione
- Filippo Bordignon - voce
- Fabio De Felice - elettronica
- Gigi Funcis – elettronica, sintetizzatore
- Alekandar Koruga - elettronica su No agape
- Gianni Bertoncini - batteria digitale, elettronica su Parco Lambro, Feltrinelli Gap, Agente Z, Renato, Alberto e Margherita
- Irene Bianco - marimba e percussioni su A Ulrike, Lingua artificiale, No agape, melodica su Ülkü Ocakları
- Michele Zattera – chitarra elettrica su Parco Lambro, Militanza e clandestinità, Renato, Alberto e Margherita
- Giuseppe Laudanna - arrangiamento, tastiera elettronica, sintetizzatore su Nullificazione